# Forever More (album)
Vous pouvez aider à l'améliorer ou bien discuter des problèmes sur sa page de discussion.
- Il ne cite pas suffisamment ses sources. Vous pouvez indiquer les passages à sourcer avec {{référence nécessaire}} ou {{Référence souhaitée}}, et inclure les références utiles en les liant aux notes de bas de page. (Marqué depuis avril 2024)
- Certaines informations devraient être mieux reliées aux sources mentionnées dans la bibliographie ou les liens externes. Améliorez sa vérifiabilité en les associant par des références. (Marqué depuis avril 2024)

- Archive Wikiwix
- Bing
- Cairn
- DuckDuckGo
- E. Universalis
- Gallica
- Google
- G. Books
- G. News
- G. Scholar
- Persée
- Qwant
- (zh) Baidu
- (ru) Yandex
- (wd) trouver des œuvres sur Wikidata

Pour les articles homonymes, voir Forever More.
Albums de Tesla
Into The Now
(2004)
Forever More est le 7e album studio du groupe Tesla sorti le 7 octobre 2008.

## Titres
1. Forever More - 5:03
2. I Wanna Live - 3:35
3. One Day at a Time - 3:12
4. So What! - 3:40
5. Just in Case - 4:39
6. Fallin' Apart - 4:22
7. Breakin' Free - 5:03
8. All of Me - 3:28
9. The First Time - 4:11
10. Pvt. Ledbetter - 3:24
11. The Game - 4:51
12. My Way (Titre bonus) - 2:53

## Membres
- Jeff Keith : Chants
- Franck Hannon : Guitare, piano
- Troy Lucketta : Batterie, percussions
- Dave Rude : Guitare, chœurs
- Brian Wheat : Basse, chœurs